# Jagdgeschwader 231
Jagdgeschwader 231 (dobesedno slovensko: Lovski polk 231; kratica JG 231) je bil lovski letalski polk (Geschwader) v sestavi nemške Luftwaffe.

## Organizacija
- štab
- I. skupina
- II. skupina

## Vodstvo polka
Poveljniki polka (Geschwaderkommodore)
- Oberstleutnant Max Ibel: 7. november 1938